# فرد بردسلی
فرد بردسلی (انگلیسی: Fred Beardsley؛ ۱۳ ژوئیهٔ ۱۸۵۶ – ۱۹۳۹) یک بازیکن فوتبال اهل بریتانیا بود.